# Kontoret för demokratiska institutioner och mänskliga rättigheter
Kontoret för demokratiska institutioner och mänskliga rättigheter (engelska: Office for Democratic Institutions and Human Rights) förkortat ODIHR är en institution inom Organisationen för säkerhet och samarbete i Europa (OSSE), som etablerades 1991 i Warszawa, Polen. ODIHR är OSSE:s valövervakningsorganisation.
ODIHR ger stöd till OSSE:s 57 medlemsstater inom områden som valövervakning, mänskliga rättigheter, demokrati, rättsstatens principer samt tolerans och icke-diskriminering. De observerar val, granskar lagstiftning och ger regeringar råd om hur man utvecklar och upprätthåller demokratiska institutioner. ODIHR fungerar också som kontaktpunkt för frågor rörande romer och sinti.
Sedan 2020 är italienaren Matteo Mecacci chef för ODIHR.

## Chef för ODIHR
| Bild                         | Namn                         | Medlemsstat    | År        |
| ---------------------------- | ---------------------------- | -------------- | --------- |
|                              | Luchino Cortese              | Italien        | 1991–1994 |
|                              | Audrey Glover                | Storbritannien | 1994–1997 |
|                              | Gérard Stoudmann             | Schweiz        | 1997–2003 |
|                              | Christian Strohal            | Österrike      | 2003–2008 |
| Janez Lenarčič               | Janez Lenarčič               | Slovenien      | 2008–2014 |
| Michael Georg Link           | Michael Georg Link           | Tyskland       | 2014–2017 |
| Ingibjörg Sólrún Gísladóttir | Ingibjörg Sólrún Gísladóttir | Island         | 2017–2020 |
| Matteo Mecacci               | Matteo Mecacci               | Italien        | 2020–2024 |